# Cissus evrardii
Cissus evrardii är en vinväxtart som beskrevs av François Gagnepain. Cissus evrardii ingår i släktet Cissus och familjen vinväxter. Inga underarter finns listade i Catalogue of Life.